# Rango
A Rango 2011-ben bemutatott 3D-s számítógépes animációs western-filmvígjáték, amelyet a Karib-tenger kalózai alkotója Gore Verbinski rendezett. Az animációs játékfilm producere Gore Verbinski, Graham King és John B. Carls. A forgatókönyvet John Logan írta, a zenéjét Hans Zimmer szerezte. A mozifilm Nickelodeon Movies, Blind Wink és GK Films gyártásában készült, a Paramount Pictures forgalmazásában jelent meg.
Az Amerikai Egyesült Államokban 2011. március 4-én, Magyarországon 2011. március 3-án mutatták be a mozikban.

## Cselekmény
Egy önmaga megtalálásával küszködő kaméleon egyhangú élete fenekestül felfordul, mikor egy hajszál híján elkerült karambol során terráriuma kiesik gazdái autójából a Mojave-sivatagot áteszelő országúton. Egy rejtélyes tatu tanácsát követve elindul, hogy megtalálja Porváros települését. A gyík hamarosan egy ízes tájszólással beszélő sivatagi leguánnal, Babszemmel találkozik, aki elviszi az arculatában és lakóiban a 19. századi vadnyugatot idéző városba, ahol a víz az életnél is értékesebb. A kaméleon úgy dönt, beilleszkedik új környezetébe, mi több, elhiteti a lakossággal, hogy ő nem akármilyen gyík: ő a híres-hírhedt pisztolyhős Rango, a távoli, misztikus Nyugatról, aki egyetlen golyóval egyszerre hét gonosztevővel végzett. Néhány szerencsés véletlennek, valamint annak köszönhetően, hogy a lakosok kétségbeesetten vágynak egy hősre, Porváros polgármestere, egy teknősbéka kinevezi Rangot a település sheriffjének, aki hamarosan nehéz feladattal szembesül: valóban azzá a hőssé kell válnia, akinek kiadja magát... 

## Szereplők
| Szereplő                               | Eredeti hang       | Magyar hang         |
| -------------------------------------- | ------------------ | ------------------- |
| Rango                                  | Johnny Depp        | Nagy Ervin          |
| Babszem (Beans)                        | Isla Fisher        | Haumann Petra       |
| Priscilla                              | Abigail Breslin    | Stefanovics Angéla  |
| Roadkill                               | Alfred Molina      | Csuja Imre          |
| Csörgőkígyó Jake (Rattlesnake Jake)    | Bill Nighy         | Harsányi Gábor      |
| Baltazár (Baltazar)                    | Harry Dean Stanton | Tordy Géza          |
| Bandita Bill (Bad Bill)                | Ray Winstone       | Huszár Zsolt        |
| Polgármester (Mayor Tortoise John)     | Ned Beatty         | Konrád Antal        |
| A nyugat szelleme (Spirit of the West) | Timothy Olyphant   | Reviczky Gábor      |
| Waffles                                | James Ward Byrkit  | Elek Ferenc         |
| Doki (Doc)                             | Stephen Root       | Csuha Lajos         |
| Merrimack                              | Stephen Root       | Cs. Németh Lajos    |
| Buford                                 | Blake Clark        | Schneider Zoltán    |
| Wounded Bird                           | Gil Birmingham     | Hollósi Frigyes     |
| Elgin                                  | John Cothran, Jr.  | Borbiczki Ferenc    |
| Furgus                                 | Lew Temple         | N/A                 |
| Snoops                                 | Alex Manugian      | Nagypál Gábor       |
| Ambrose                                | Ian Abercrombie    | Hannus Zoltán       |
| Angelique                              | Claudia Black      | Pálfi Kata          |
| Turley őrmester (Sergeant Turley)      | Gore Verbinski     | Epres Attila        |
| Elbows                                 | Charles Fleischer  | Zámbori Soma        |
| Señor Flan, mariachi zenész            | George DelHoyo     | Kálloy Molnár Péter |
| Jedidiah                               | Ryan Hurst         | Kálid Artúr         |
| Ezekiel                                | Vincent Kartheiser | Kovács Lehel        |
| Delilah                                | Patrika Darbo      | Márton Eszter       |
| Maybelle                               | Patrika Darbo      | Horváth Zsuzsa      |
| Rock-Eye                               | Joe Nunez          | Kardos Róbert       |
| Bankár                                 | N/A                | Szatmári Attila     |

További magyar hangok: Fehér Péter, Kapácsy Miklós, Morvay Gábor, Szórádi Erika, Straub Martin

## Díjak
A film 2012-ben, a 84. Oscar-gálán megkapta a legjobb animációs filmnek járó Oscar-díjat.